# 西威
西威（せいい、1328年（致和元年）? - 1349年4月30日（至正9年4月13日））は琉球の歴史書に登場する王。在位:1336年または1337年 - 1349年。

## 概要
英祖王統最後の王であり、先代の玉城の長男である。
10歳頃で即位するも、先代が崩した国威を回復できずに王朝は滅亡した。西威王の死亡後、輔臣の一部で5歳となる世継ぎを擁立する動きもあったが、国安らかなるを得んやとして世子を廃し、民から信望の厚かった浦添按司察度を擁立した。

## 家族
- 父：玉城王

- 母、妃、世子は不伝。